# Delta J

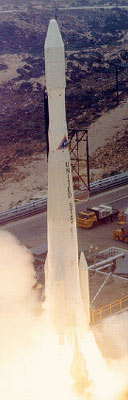
Foguete Delta J

O Delta J foi um foguete espacial estadunidense que prestou serviço em 1968.

## Características
O Delta J foi um foguete leve da família de foguetes Delta que foi usado uma única vez em 1968 para lançar o satélite Explorer 38.

## Histórico de lançamento
| Voo      | Data               | Plataforma de lançamento                | Carga       | Resultado | Notas                               |
| -------- | ------------------ | --------------------------------------- | ----------- | --------- | ----------------------------------- |
| 476/D-47 | 4 de julho de 1968 | Plataforma SLC-2E da Base de Vandenberg | Explorer 38 | Êxito     | Primeiro e único voo de um Delta J. |